# Jakob Heinrich Dann

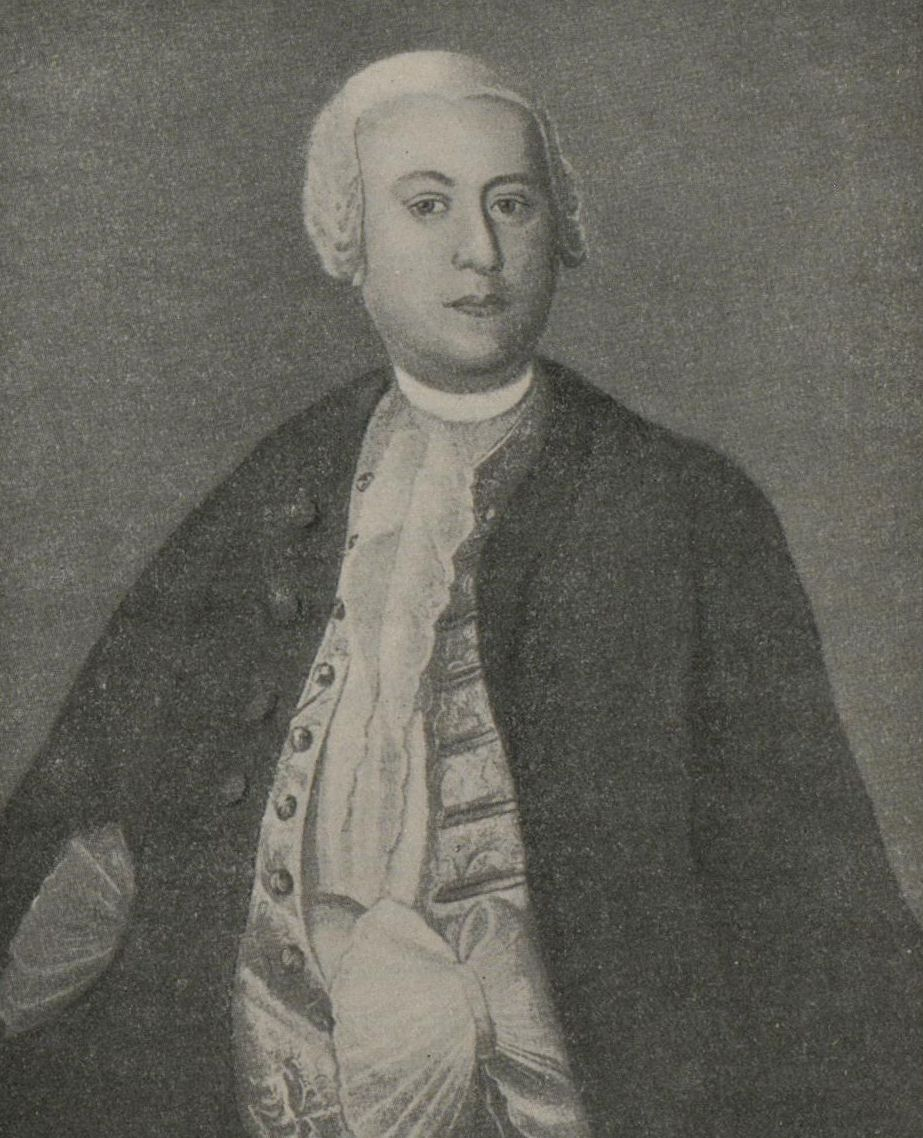
Jakob Heinrich Dann

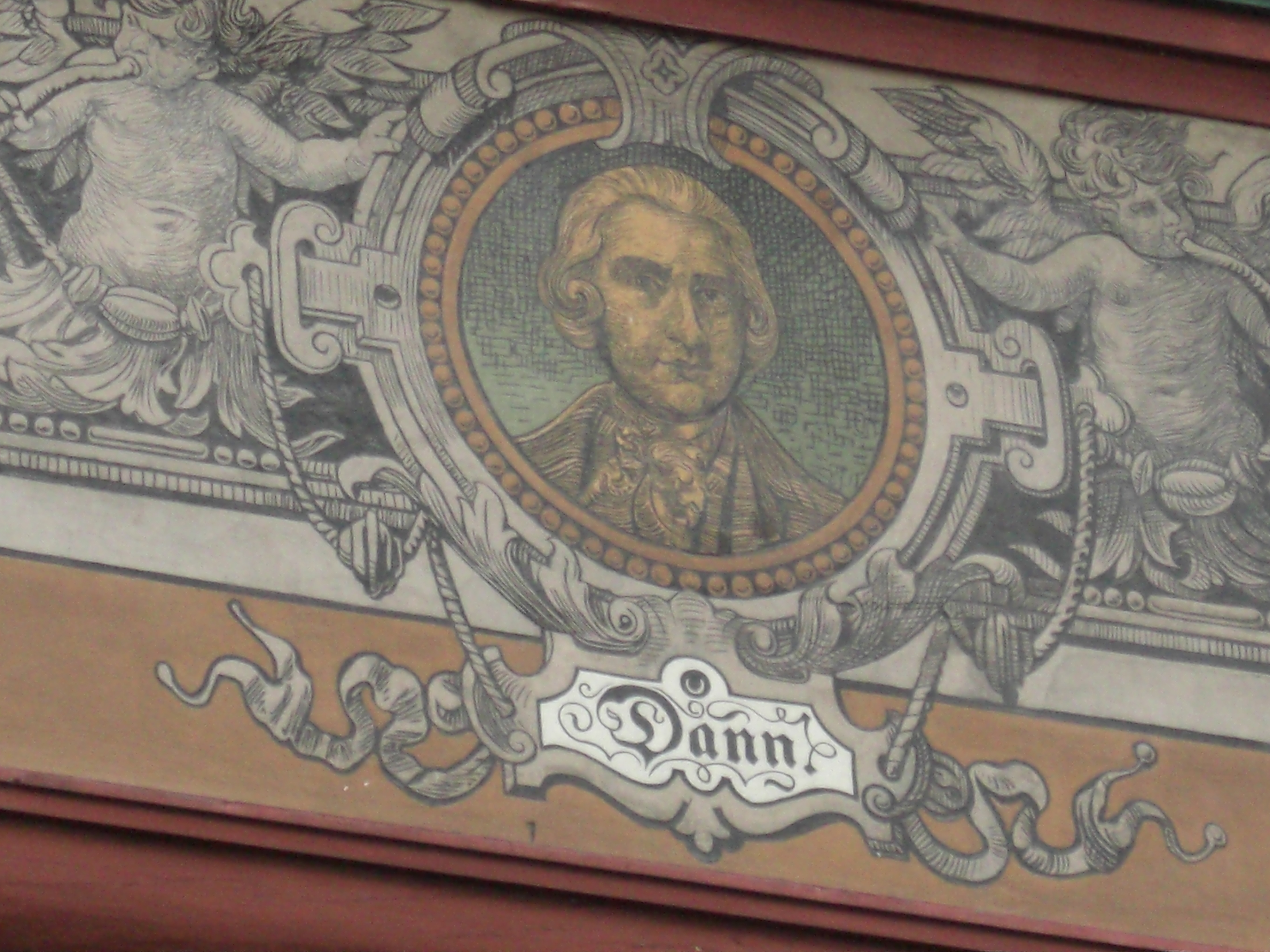
Jakob Heinrich Dann, Bildnis am Tübinger Rathaus

Jakob Heinrich Dann (* 24. April 1720 in Tübingen; † 1790 ebenda) war Jurist. Er arbeitete als Hofgerichtsassessor. Er war außerdem von 1752 bis 1790 Bürgermeister von Tübingen sowie Mitglied des Engeren Ausschusses der Landschaft und Landschaftsabgeordneter.

## Leben
Jakob Heinrich Dann war ein Sohn von Johann Jakob Dann (1697–1744), einem Regierungsrat in Tübingen, und seiner Frau Jakobine Magdalene geb. Eisenbach. Nach dem Jurastudium arbeitete er als Hofgerichtsassessor. Bereits am 30. Oktober 1742 heiratete er Sophia Elisabeth Mögling, mit der er zwölf Kinder hatte, darunter Christian Adam Dann. 1752 begann für ihn  eine steile Karriere. Er wurde (zusätzlich zu seinem Amt als Hofgerichtsassessor) nicht nur Gerichtsverwandter und Bürgermeister von Tübingen, sondern auch Mitglied des Engeren Ausschusses der Landschaft. In den Jahren 1763 bis 1767 und erneut 1770 war er zusätzlich Landschaftsabgeordneter.
Jakob Heinrich Dann ist vor allem wegen seines Versuchs, der Korruption im Engeren Ausschuss zu bekämpfen, bekannt. Außerdem versuchte er, Johann Jakob Moser 1770 als Landschaftskonsulent wiedereinzusetzen. Dabei wurde er von anderen Pietisten unterstützt, einschließlich Friedrich Christoph Oetinger und Kanzler Jeremias Friedrich Reuß. Bei der Abstimmung in der Landschaft ist Dann nicht gelungen, Mehrheit zu erreichen. Da er keinen Erfolg hatte, verzichtete Dann auf seine Ämter als Landschaftsvertreter (Abgeordneter, Mitglied des Engeren Ausschusses und Hofgerichtsassessor).
Nach 1770 bis zu seinem Tod 1790 war er weiterhin Gerichtsverwandter und Bürgermeister von Tübingen.
Nach Dann wurde die Tübinger Dannstraße benannt. Es ist eine kurze Straße zwischen dem Rosenauer Weg und der Hallstattstraße im Nordwesten der Stadt.

## Kinder
Unter den 12 Kindern sind zu erwähnen:
- Johann Wolfgang Heinrich Dann
- Christiane Friederike Dann
- Sophia Wilhelmine Dann
- Johann Friedrich Dann
- Maria Elisabeth Dann
- Immanuel Gottlob Dann
- Christoph Gottlieb Dann, Pfarrer in Weilheim
- Christian Adam Dann